# 辛克萊爾鎮區 (明尼蘇達州清水縣)
辛克萊爾鎮區（英語：Sinclair Township）是位於美國明尼蘇達州清水縣的一個行政鎮區。

## 地方資料
辛克萊爾鎮區的面積為93.90平方千米，當中陸地面積為89.40平方千米，而水域面積為4.50平方千米。根據2020年美國人口普查的數據，當地共有人口142人，而人口密度為每平方千米1.51人。